# Costuleni (gmina w okręgu Jassy)
Costuleni – gmina w Rumunii, w okręgu Jassy. Obejmuje miejscowości Costuleni, Covasna, Cozia i Hilița. W 2011 roku liczyła 4276 mieszkańców.